# Триб'ют-альбом
Триб'ют-альбом або альбом-триб'ют (англ. tribute, дослівно: данина, колективний дар) — музичний альбом, що повністю складається з кавер-версій.
Найчастіше такий альбом являє собою збірку творів одного автора, виконавця або музичної групи, записаних різними музикантами і, таким чином, присвячений цьому виконавцеві. Зазвичай такі альбоми є знаком пошани і поваги з боку музикантів, що виконують кавер-версії, щодо творчості виконавця, якому вони присвячені.
Альбом був домінуючою формою запису музичного виразу та споживання з середини 1960-х до початку 21 століття, період, відомий як епоха альбому .